# سهره ریز سرروشن
سهره ریز سرروشن (نام علمی: Lonchura pallida) نام یک گونه از سرده سهره‌های ریز است.